# Rose Bowl Game
Pour les articles homonymes, voir Rose Bowl (homonymie).
Le Rose Bowl est un match annuel de football américain de niveau universitaire se tenant au Rose Bowl Stadium à Pasadena, près de Los Angeles.
Le match se joue traditionnellement le 1er janvier. Si le jour de l'an tombe un dimanche, le match est déplacé au lundi 2 janvier. Toutefois, quand le Rose Bowl fut l'hôte de la finale nationale universitaire en 2006, la rencontre fut jouée le mercredi 4 janvier. Deux éditions ne se sont pas déroulées au Rose Bowl, celle de 1942 qui fut jouée à Durham en Caroline du Nord, après l'attaque sur Pearl Harbor lors de la Seconde Guerre mondiale et celle de 2021 qui fut relocalisée à Arlington, Texas pendant la pandémie de Covid-19.
C'est le plus ancien et le plus prestigieux de tous les bowls universitaires. Il est d'ailleurs surnommé le Granddaddy of Them All  (le grand-père de tous).
Depuis 2023, il est officiellement dénommé le Rose Bowl Game presented by Prudential Financial (depuis 2023) pour raisons de sponsoring.
La première édition a eu lieu en 1902 et après une interruption a été joué de façon ininterrompue depuis 1916.
Le Rose Bowl est d'ailleurs devenu centenaire le 1er janvier 2014.

## Historique
Le Rose Bowl a été créé par un organisme sans but lucratif, la Pasadena Tournament of Roses Association. À l'origine, cette association était un regroupement de membres d'un club de chasse de Pasadena et d'anciens résidents de l'est et du midwest. Ceux-ci étaient désireux de célébrer le "redoux" par un défilé dédié aux fleurs (voir Parade du Tournoi des Roses).En 1895, la Pasadena Tournament of Roses Association crée le festival du même nom lequel se déroule le jour de l'an et en 1902, dans le but de récolte de fonds supplémentaires, décide de multiplier les festivités liée à la parade en y ajoutant un match de football américain. Le match qui y sera organisé constituera le premier match d'après-saison régulière de football américain universitaire.

### Du Tournament Park au Rose Bowl Stadium
L'université Stanford représentant la West accepte l'invitation et rencontre l'université du Michigan représentant l'East dans un match qui est appelé le Tournament East-West football game. Le match a lieu à Pasadena au Tournament Park, approximativement situé 3 miles au sud-est de l'actuel Rose Bowl Stadium près du campus de Caltech. L'université de Stanford menée 49-0 abandonne dans le troisième quart-temps.  Michigan fini ainsi la saison sur une fiche de 11 victoires pour aucune défaite et l'équipe est sacrée champion national. Le match fut tellement déséquilibré que les organisateurs décident d'abandonner le football américain préférant organiser des courses de chars.
En 1916, le match de football fait son retour. La foule est présente et même trop nombreuse par rapport aux infrastructures du Tournament Park. William L. Leishman, président du tournoi en 1920, envisage alors la construction d'un stade. Il fera s'ériger le premier grand stade moderne de football. Le nouveau stade accueille son premier match de football en 1923. Il sera par la suite dénommé la «cuvette de Rose », en anglais le « Rose Bowl ».
Le stade sera reconfiguré et transformé à plusieurs reprises au cours de son existence. Pendant de nombreuses années, le Rose Bowl Stadium sera le stade de football aux États-Unis avec la plus grande capacité possible de spectateurs. Il sera seulement dépassé en 1998 par le Michigan Stadium,. La capacité maximale sera atteinte avec 104 594 sièges de 1972 à 1997. Cette capacité sera réduite après le Rose Bowl de janvier 1998. Le Rose Bowl de 2006, qui constituait également la finale nationale du BCS, présentait une assistance de 93.986. Le bowl de 2011 entre TCU et Wisconsin réunira une assistance de 94.118 personnes. À partir de 2012, le Rose Bowl Stadium ayant été limité officiellement à 92 542 places, il est dès lors classé septième de tous les stades de football américain en matière de capacité. Il est toujours le plus grand des stades actuels accueillant un match universitaire d'après-saison régulière. C'est aussi le seul stade accueillant un match du BCS à ne pas être aussi un stade de NFL.

### Le lien avec les Conférences de 1916 à 1949
Lors des premières éditions (excepté pendant la première guerre mondiale), le Rose Bowl alignera une équipe (pas nécessairement le champion) issue de la Pacific Coast Conference ayant donné naissance à l'actuelle Pacific 12 Conference. Cette équipe sera opposée à une équipe de la Eastern US. Pendant les deux dernières années de la première guerre mondiale, des équipes issues de bases militaires se rencontreront lors du Rose Bowl.
Au cours de son histoire, le bowl sera le théâtre de grandes rencontres mettant en présence de grandes équipes dirigées par les meilleurs entraîneurs de l'époque. Le Rose Bowl de 1925 en est un exemple puisqu'il alignait l'équipe de Notre Dame et ses Four Horseman dirigée par Knute Rockne et l'équipe de Stanford dirigée par Pop Warner. On peut également citer le Rose Bowl de 1926 (victoire du Crimson Tide de l'Alabama sur les Huskies de Washington) et celui de 1940 (avec les Trojans de l'USC de Howard Jones opposés aux Volunteers du Tennessee de Bob Neyland). Pendant cette période, il y eut 10 rencontres qui opposèrent des équipes invaincues en cours de saison régulière ce qui situe le niveau très élevé des rencontres.

### Le déménagement de 1942 à Durham en Caroline du Nord
Après l'attaque japonaise sur Pearl Harbor le 7 décembre 1941 et une série d'attaques maritimes au large de la côte Ouest à partir du 18 décembre 1941, des craintes commencèrent à naître au sujet d'une attaque japonaise sur le territoire même de la côte ouest des États-Unis. La Rose Parade avec son million de visiteurs et le Rose Bowl avec ses 90 000 spectateurs auraient pu faire des cibles idéales pour les forces Japonaises. Le lieutenant Général John L. DeWitt préconisa l'annulation des deux événements. Le comité du Rose Bowl pensa tout d'abord l'annuler ,, mais le 16 décembre 1941, l'université de Duke se proposa d'accueillir l'événement dans son stade à Durham en Caroline du Nord. Le match fut organisé le 1er janvier 1942 et vit la victoire d'Oregon State par 20 à 16 sur Duke,.

### Accord Big 9 Conference – Pacific Coast Conference
Pendant la seconde guerre mondiale, beaucoup d'équipes universitaires de football réduisirent le nombre de matchs entre conférences et les remplacèrent par des matchs contre des équipes issues de bases militaires locales. De plus, beaucoup d'universités n'arrivaient même plus à former une équipe à cause des réquisitions et des besoins en main-d'œuvre découlant de la guerre. Après la fin de la guerre et la démobilisation qui s'ensuivit, les universités récupérèrent leurs élèves et la saison régulière en 1946 fut la première où les restrictions de déplacements furent levées autorisant de facto les matchs inter-conférences.
La Big 9 Conference et la Pacific Coast Conference étaient d'accord de considérer leurs joueurs comme des amateurs, contrairement aux universités du sud qui désiraient proposer à leurs joueurs le statut de semi professionnels. Ces deux conférences avaient aussi adopté la même attitude envers la déségrégation autorisant les Afro-américains à jouer au football américain. Beaucoup d'autres universités étaient encore pour la ségrégation. Il n'y aura en effet aucun joueur Afro-américain jouant dans la Southeastern Conference avant 1966. Les joueurs Afro-américains ne seront respectivement admis au Cotton Bowl, Orange Bowl, et Sugar Bowl qu'en 1948, 1955 et 1956.
Après 8 années de négociations relatives aux règlements, aux paiements et allocations de tickets, la Big 9 signa un contrat d'exclusivité avec le Rose Bowl pour une durée de 5 années acceptant que son champion de conférence y rencontre le champion de la Pacific Coast Conference. Les équipes de l'UCLA, de l'USC, du Minnesota et de l'Illinois votèrent contre.

### Accord Big 10 Conference – AAWU/Pac-8/10 Conference
Avant le début de la saison 1959, à la suite du scandale « pay-for-play » de 1958, la Pacific Coast Conference fut dissoute. Il n'y avait dès lors plus aucun accord au niveau du Rose Bowl concernant les équipes qui y étaient sélectionnées.
Les organisateurs choisirent dès lors pour le Rose Bowl de 1960, Washington, ancienne équipe de la PCC et première équipe championne de la nouvelle conférence AAWU (Athletic Association of Western Universities) pour affronter l'équipe de Wisconsin, champion de la Big 10 Conference. Il est à signaler que la Big 10 Conference acceptait sans condition que ses équipes participent au Rose Bowl.
La AAWU signa un accord avec le Rose Bowl qui perdurera de janvier 1961 jusqu'à l'avènement du BCS en 1998. En 1962, après que Minnesota modifia son vote et décida d'appuyer l'adoption d'un nouvel accord avec le Rose Bowl (mettant fin à une impasse de plusieurs années qui empêchait toute nouvelle négociation). L'accord est signé avec la Big 10 Conference et entre en vigueur pour le Rose Bowl de 1963. Cet accord perdurera également jusqu'à la mise en place du système BCS.
Il est également à signaler que l'AAWU est renommée au fil des ans, la Big Five, la Big Six, la Pacific-8, la Pacific-10, et en 2011, la Pacific-12.

### Naissance duBowl Championship Series
En 1999, le BCS National Championship Game est créé.
Le Rose Bowl est retenu pour héberger, en alternance avec le Fiesta Bowl, le Sugar Bowl et l'Orange Bowl, la finale nationale désignant le champion universitaire de l'année.
Le Rose Bowl accueillera cette finale en janvier 2002 et en janvier 2006.
| Saisons | Dates          | Gagnants               | Scores  | Perdants                   | Conférences      | Assistances |
| ------- | -------------- | ---------------------- | ------- | -------------------------- | ---------------- | ----------- |
| 2001    | 3 janvier 2002 | #1 Hurricanes de Miami | 37 - 14 | #4 Cornhuskers du Nebraska | Big Ten - Pac-10 | 93 781      |
| 2005    | 4 janvier 2006 | #2 Longhorns du Texas  | 41 - 38 | #1 Trojans de l'USC        | Big 12 - Pac-10  | 93 986      |

Pour la saison suivante de 2006-07, le BCS change son système. La finale nationale ne se déroule plus à l'occasion d'un bowl majeur mais lors d'un match supplémentaire. Il se jouera au Rose Bowl Stadium en janvier 2009 et janvier 2014, une semaine après le traditionnel Rose Bowl.
| Saisons | Dates          | Gagnants                      | Scores  | Perdants              | Conférences  | Assistances |
| ------- | -------------- | ----------------------------- | ------- | --------------------- | ------------ | ----------- |
| 2009    | 7 janvier 2010 | #1 Crimson Tide de l'Alabama  | 37 - 21 | #2 Longhorns du Texas | SEC - Big 12 | 94 906      |
| 2013    | 6 janvier 2014 | #1 Seminoles de Florida State | 34 - 31 | #2 Tigers d'Auburn    | ACC - SEC    | 94 208      |

Le centième Rose Bowl se déroule le 1er janvier 2014 et met en présence les champions respectifs de la Big 10 (Michigan State) et de la Pac 12 (Stanford).
Michigan State gagne la rencontre sur le score de 24 à 20.

### Naissance du College Football Playoff

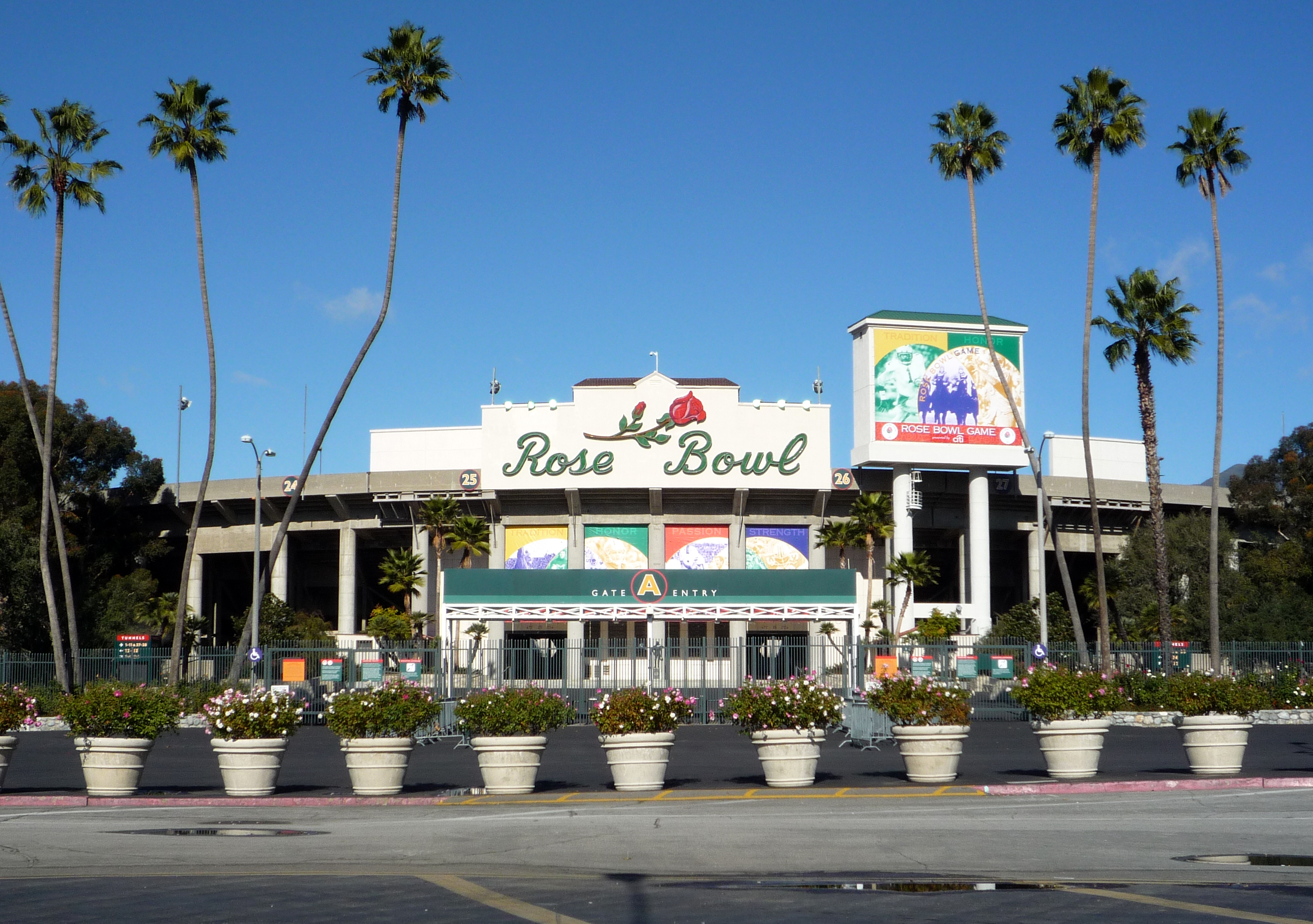
Rose Bowl (stade)

Le système du BCS cesse dès la saison 2014-15 à la suite de la mise en place du College Football Playoff.
Les quatre meilleures équipes de la saison régulière sélectionnées par un Comité de sélection indépendant se rencontrent lors de demi-finales.
Les deux vainqueurs se rencontrent lors de la finale nationale, le site de ce match étant désigné après enchères.
Les demi-finales sont attribuées aux six bowls majeurs retenus et selon un système de rotation de 3 années soit dans l'ordre, tout d'abord le Rose Bowl et le Sugar Bowl, ensuite l'Orange Bowl et le Cotton Bowl et finalement le Fiesta Bowl et le Peach Bowl.
Pour la saison 2014-15, le Rose Bowl a accueilli (au même titre que le Sugar Bowl) une demi-finale nationale comme il le fera au terme des saisons 2017-18, 2020-21 et 2023-24.
Les années où il n'accueille pas une demi-finale nationale, le Rose Bowl met en présence les équipes les mieux classées (et ne participant pas aux demi-finales du College Football Playoff) issues de la Big 10 Conference et de la Pacific-12 Conference.
| Événements     | Saisons | Dates            | Gagnants                  | Scores   | Perdants                      | Conférences     | Assistances |
| -------------- | ------- | ---------------- | ------------------------- | -------- | ----------------------------- | --------------- | ----------- |
| 1/2 Finale CFP | 2014    | 1er janvier 2015 | #2 Ducks de l'Oregon      | 59 - 20  | #3 Seminoles de Florida State | Pac-12 - ACC    | 91 322      |
| 1/2 Finale CFP | 2017    | 1er janvier 2018 | #2 Bulldogs de la Géorgie | 54 - 48  | #3 Sooners de l'Oklahoma      | SEC - Big 12    | 92 844      |
| 1/2 Finale CFP | 2020    | 1er janvier 2021 | #1 Alabama (11-0)         | 31-14    | #4 Notre Dame (10-1)          | SEC - Ind.      | 18 373      |
| 1/2 Finale CFP | 2023    | 1er janvier 2024 | #11 Michigan (13-0)       | 27-20PR2 | #4 Alabama (12-1)             | Big 10 - SEC    | 96 371      |
| 1/4 Finale CFP | 2024    | 1er janvier 2025 | #6 Ohio State (11-2)      | 41-21    | #1 Oregon (13-0)              | Big 10 - Big 10 | 90 732      |

## Anciens logos

Bowl sans sponsoring de 1970 à 2003
Finale Nationale BCS 2002 -Sponsor AT&T
Finale Nationale BCS 2006-Sponsor CitiBank
Sponsor CitiBank de 2004 à 2010
Finale Nationale BCS 2014

Vizio sponsor de 2011 à 2014
Northwestern Mutual sponsor de 2015 à 2020
Capital One, sponsor en 2020 et 2021

## Le Sponsoring et les droits de retransmission
Pendant de nombreuses années, le Rose Bowl a évité le sponsoring. Celui-ci débute lors du Rose Bowl de 1999 avec la société AT&T.
Contrairement aux autres bowls, le sponsor ne modifie pas le nom de l'événement mais l'insère comme son présentateur : The Rose Bowl Game presented by AT&T
En 2002, il est étiqueté The Rose Bowl Game presented by PlayStation 2.
De 2003 à 2010, après le retrait de Sony, le match est sponsorisé par CitiBank. En juin 2010, Citi décide de cesser son sponsoring et en octobre 2010, le fabricant de télévisions haute définition Vizio, signe un accord de 4 ans valable jusqu'au Rose Bowl de 2014.
Le Rose Bowl de janvier 1952 fut le premier bowl à être télévisé au niveau national ainsi que le premier match universitaire, tous sports confondus, à être retransmis.
De 1952 à 1988 c'est la NBC qui retransmet l'événement à 14 heures précises. Il sera pendant de nombreuses années le seul bowl à se jouer le jour de l'an.
Le Rose Bowl de janvier 1962 sera le premier match universitaire à être retransmis en couleur.
De 1989 à 2010, ABC retransmet le match toujours à 14 heures.
Le Rose Bowl de janvier 2005 sera le premier à être retransmis en Haute Définition.
Bien que la Fox ait acquis depuis 2007 les droits des autres matchs du BCS, le Rose Bowl continuera à collaborer avec ABC, négociant ses propres droits de  retransmission télévisées indépendamment du BCS.
À partir de la saison 2010, c'est ESPN qui retransmet tous les matchs du BCS ainsi que le Rose Bowl,. Il est aussi retransmis de façon nationale par ESPN Radio et par ESPN International pour l'Amérique latine. En 2013, ESPN Deportes effectuera la première retransmission du Rose Bowl en langue espagnole aux États-Unis.
Le contrat avec ESPN a été étendu en date du 28 juin 2012 jusque 2026 contre une somme de 80 millions $ par an,.
La société Northwestern Mutual acquiert le sponsoring du nom en 2015 et ce jusqu'en 2020,.
L'édition 2021 est sponsorisée par la société Capital One. Également sponsor de l'Orange Bowl 2021, Capital One devient la première société à sponsoriser deux bowls majeurs joués le 1er janvier. Elle sponsorise également le Rose Bowl 2022 officiellement dénommé le Rose Bowl Game presented by Capital One Venture X.

## Palmarès
M.à.j. le 4 janvier 2025
| Dates              | Vainqueurs                | Scores   | Perdants                | Assistances | Conférences       | Notes          |
| ------------------ | ------------------------- | -------- | ----------------------- | ----------- | ----------------- | -------------- |
| 1er janvier 1902   | Michigan                  | 49-0     | Stanford                | 8.000       | Big 10 - Ind      |                |
| 1er janvier 1916   | Washington State          | 14-0     | Brown                   | 10.000      | Ind - Ind         |                |
| 1er janvier 1917   | Oregon                    | 14-0     | Pennsylvania            | 27.000      | PCC - Ind         |                |
| 1er janvier 1918   | Mare Island - USMC        | 19-07    | Camp Lewis - US Army    | 25.000      | Ind - Ind         |                |
| 1er janvier 1919   | Great Lakes - US Navy     | 17-0     | Mare Island             | 25.000      | Ind - Ind         |                |
| 1er janvier 1920   | Harvard                   | 70-06    | Oregon                  | 35.000      | Ind - PCC         |                |
| 1er janvier 1921   | California                | 28-0     | Ohio State              | 42.000      | PCC - Big 10      |                |
| 2 janvier 1922     | California                | 0-0      | Washington & Jefferson  | 50.000      | PCC - ?           |                |
| 1er janvier 1923   | Trojans de l'USC          | 14-03    | Penn State              | 43.000      | PCC - Ind         |                |
| 1er janvier 1924   | Washington                | 14-14    | Navy                    | 40.000      | PCC - Ind         |                |
| 1er janvier 1925   | Notre Dame                | 27-10    | Stanford                | 53.000      | Ind - PCC         |                |
| 1er janvier 1926   | Alabama                   | 20-19    | Washington              | 50.000      | Socon - PCC       |                |
| 1er janvier 1927   | Stanford                  | 70-07    | Alabama                 | 57.417      | PCC - Socon       |                |
| 2 janvier 1928     | Stanford                  | 70-06    | Pittsburgh              | 65.000      | PCC - Ind         |                |
| 1er janvier 1929   | Georgia Tech              | 80-07    | California              | 66.604      | SoCon - PCC       |                |
| 1er janvier 1930   | Trojans de l'USC          | 47-14    | Pittsburgh              | 72.000      | PCC - Ind         |                |
| 1er janvier 1931   | Alabama                   | 24-0     | Washington State        | 60.000      | Socon - PCC       |                |
| 1er janvier 1932   | Trojans de l'USC          | 21-12    | Tulane                  | 75.562      | PCC - Socon       |                |
| 2 janvier 1933     | Trojans de l'USC          | 35-0     | Pittsburgh              | 78.874      | PCC - Ind         |                |
| 1er janvier 1934   | Columbia                  | 70-0     | Stanford                | 35.000      | Ind - PCC         |                |
| 1er janvier 1935   | Alabama                   | 29-13    | Stanford                | 84.474      | SEC - PCC         |                |
| 1er janvier 1936   | Stanford                  | 70-0     | SMU                     | 84.474      | PCC - SWC         |                |
| 1er janvier 1937   | Pittsburgh                | 21-0     | Washington              | 87.196      | Ind - PCC         |                |
| 1er janvier 1938   | California                | 13-0     | Alabama                 | 90.000      | PCC - SEC         |                |
| 2 janvier 1939     | Trojans de l'USC          | 70-03    | Duke                    | 89.452      | PCC - Socon       |                |
| 1er janvier 1940   | Trojans de l'USC          | 14-0     | Tennessee               | 92.200      | PCC - SEC         |                |
| 1er janvier 1941   | Stanford                  | 21-13    | Nebraska                | 91.500      | PCC - Big 6       |                |
| 1er janvier 1942 ^ | Oregon State              | 20-16    | Duke                    | 56.000      | PCC - SoCon       |                |
| 1er janvier 1943   | Georgia                   | 90-0     | Bruins de l'UCLA        | 93.000      | SEC - PCC         |                |
| 1er janvier 1944   | Trojans de l'USC          | 29-0     | Washington              | 68.000      | PCC - PCC         |                |
| 1er janvier 1945   | Trojans de l'USC          | 25-0     | Tennessee               | 91.000      | PCC - SEC         |                |
| 1er janvier 1946   | Alabama                   | 34-14    | Trojans de l'USC        | 93.000      | SEC - PCC         |                |
| 1er janvier 1947   | Illinois                  | 45-14    | Bruins de l'UCLA        | 93.000      | Big 10 - PCC      |                |
| 1er janvier 1948   | Michigan                  | 49-0     | Trojans de l'USC        | 93.000      | Big 10 - PCC      |                |
| 1er janvier 1949   | Northwestern              | 20-14    | California              | 93.000      | Big 10 - PCC      |                |
| 2 janvier 1950     | Ohio State                | 17-14    | California              | 100.963     | Big 10 - PCC      |                |
| 1er janvier 1951   | Michigan                  | 14-06    | California              | 98.939      | Big 10- PCC       |                |
| 1er janvier 1952   | Illinois                  | 40-07    | Stanford                | 96.825      | Big 10 - PCC      |                |
| 1er janvier 1953   | Trojans de l'USC          | 70-0     | Wisconsin               | 101.500     | PCC - Big 10      |                |
| 1er janvier 1954   | Michigan State            | 28-20    | Bruins de l'UCLA        | 101.000     | Big 10 - PCC      |                |
| 1er janvier 1955   | Ohio State                | 20-07    | Trojans de l'USC        | 89.191      | Big 10 - PCC      |                |
| 2 janvier 1956     | Michigan State            | 17-14    | Bruins de l'UCLA        | 100.809     | Big 10 - PCC      |                |
| 1er janvier 1957   | Iowa                      | 35-19    | Oregon State            | 97.126      | Big 10 - PCC      |                |
| 1er janvier 1958   | Ohio State                | 10-07    | Oregon                  | 98.202      | Big 10 - PCC      |                |
| 1er janvier 1959   | Iowa                      | 38-12    | California              | 98.297      | Big 10 - PCC      |                |
| 1er janvier 1960   | Washington                | 44-08    | Wisconsin               | 100.809     | AAWU - Big 10     |                |
| 2 janvier 1961     | Washington                | 17-07    | Minnesota               | 97.314      | AAWU - Big 10     |                |
| 2 janvier 1962     | Minnesota                 | 21-03    | Bruins de l'UCLA        | 98.214      | Big 10 - AAWU     |                |
| 1er janvier 1963   | Trojans de l'USC          | 42-37    | Wisconsin               | 98.698      | AAWU - Big 10     |                |
| 1er janvier 1964   | Illinois                  | 17-07    | Washington              | 96.957      | Big 10 - AAWU     |                |
| 1er janvier 1965   | Michigan                  | 34-07    | Oregon State            | 100.423     | Big 10 - AAWU     |                |
| 1er janvier 1966   | Bruins de l'UCLA          | 14-12    | Michigan State          | 100.087     | AAWU - Big 10     |                |
| 2 janvier 1967     | Purdue                    | 14-13    | Trojans de l'USC        | 100.807     | Big 10 - AAWU     |                |
| 1er janvier 1968   | Trojans de l'USC          | 14-03    | Indiana                 | 102.946     | AAWU - Big 10     |                |
| 1er janvier 1969   | Ohio State                | 27-16    | Trojans de l'USC        | 102.063     | Big 10 - Pac 8    |                |
| 1er janvier 1970   | Trojans de l'USC          | 10-03    | Michigan                | 103.878     | Pac 8 - Big 10    |                |
| 1er janvier 1971   | Stanford                  | 27-17    | Ohio State              | 103.839     | Pac 8 - Big 10    |                |
| 1er janvier 1972   | Stanford                  | 13-12    | Michigan                | 103.154     | Pac 8 - Big 10    |                |
| 1er janvier 1973   | Trojans de l'USC          | 42-17    | Ohio State              | 106.869     | Pac 8 - Big 10    |                |
| 1er janvier 1974   | Ohio State                | 42-21    | Trojans de l'USC        | 105.267     | Big 10 - Pac 8    |                |
| 1er janvier 1975   | Trojans de l'USC          | 18-27    | Ohio State              | 106.721     | Pac 8 - Big 10    |                |
| 1er janvier 1976   | Bruins de l'UCLA          | 23-10    | Ohio State              | 105.464     | Pac 8 - Big 10    |                |
| 1er janvier 1977   | Trojans de l'USC          | 14-06    | Michigan                | 106.192     | Pac 8 - Big 10    |                |
| 2 janvier 1978     | Washington                | 27-20    | Michigan                | 105.312     | Pac 8 - Big 10    |                |
| 1er janvier 1979   | Trojans de l'USC          | 17-10    | Michigan                | 105.629     | Pac 10 - Big 10   |                |
| 1er janvier 1980   | Trojans de l'USC          | 17-16    | Ohio State              | 105.526     | Pac 10 - Big 10   |                |
| 1er janvier 1981   | Michigan                  | 23-06    | Washington              | 104.863     | Big 10 - Pac 10   |                |
| 1er janvier 1982   | Washington                | 28-0     | Iowa                    | 105.611     | Pac 10 - Big 10   |                |
| 1er janvier 1983   | Bruins de l'UCLA          | 24-14    | Michigan                | 104.991     | Pac 10 - Big 10   |                |
| 2 janvier 1984     | Bruins de l'UCLA          | 45-09    | Illinois                | 103.217     | Pac 10 - Big 10   |                |
| 1er janvier 1985   | Trojans de l'USC          | 20-17    | Ohio State              | 102.594     | Pac 10 - Big 10   |                |
| 1er janvier 1986   | Bruins de l'UCLA          | 45-28    | Iowa                    | 103.292     | Pac 10 - Big 10   |                |
| 1er janvier 1987   | Arizona State             | 22-15    | Michigan                | 103.168     | Pac 10 - Big 10   |                |
| 1er janvier 1988   | Michigan State            | 20-17    | Trojans de l'USC        | 103.847     | Big 10 - Pac 10   |                |
| 2 janvier 1989     | Michigan                  | 22-14    | Trojans de l'USC        | 101.688     | Big 10 - Pac 10   |                |
| 1er janvier 1990   | Trojans de l'USC          | 17-10    | Michigan                | 103.450     | Pac 10 - Big 10   |                |
| 1er janvier 1991   | Washington                | 46-34    | Iowa                    | 101.273     | Pac 10 - Big 10   |                |
| 1er janvier 1992   | Washington                | 34-14    | Michigan                | 103.566     | Pac 10 - Big 10   |                |
| 1er janvier 1993   | Michigan                  | 38-31    | Washington              | 94.236      | Big 10 - Pac 10   |                |
| 1er janvier 1994   | Wisconsin                 | 21-16    | Bruins de l'UCLA        | 101.237     | Big 10 - Pac 10   |                |
| 2 janvier 1995     | Penn State                | 38-20    | Oregon                  | 102.247     | Big 10 - Pac 10   |                |
| 1er janvier 1996   | Trojans de l'USC          | 41-32    | Northwestern            | 100.102     | Pac 10 - Big 10   |                |
| 1er janvier 1997   | Ohio State                | 20-17    | Arizona State           | 100.635     | Big 10 - Pac 10   |                |
| 1er janvier 1998   | Michigan                  | 21-16    | Washington State        | 101.219     | Big 10 - Pac 10   |                |
| 1er janvier 1999   | Wisconsin                 | 38-31    | Bruins de l'UCLA        | 93.872      | Big 10 - Pac 10   |                |
| 1er janvier 2000   | Wisconsin                 | 17-09    | Stanford                | 93 731      | Big 10 - Pac 10   |                |
| 1er janvier 2001   | Washington                | 34-24    | Purdue                  | 94 392      | Pac 10 - Big 10   |                |
| 3 janvier 2002     | Miami (FL)                | 37-14    | Nebraska                | 93 781      | Big East - Big 12 |                |
| 1er janvier 2003   | Oklahoma                  | 34-14    | Washington State        | 86 848      | Big 12 - Pac 10   |                |
| 1er janvier 2004   | Trojans de l'USC          | 28-14    | Michigan                | 93 849      | Pac 10 - Big 10   |                |
| 1er janvier 2005   | Texas                     | 38-37    | Michigan                | 93 468      | Big 12 - Big 10   |                |
| 4 janvier 2006     | Texas                     | 41-38    | Trojans de l'USC        | 93 986      | Big 12 - Pac 10   |                |
| 1er janvier 2007   | Trojans de l'USC          | 32-18    | Michigan                | 93 852      | Pac 10 - Big 10   |                |
| 1er janvier 2008   | Trojans de l'USC          | 49-17    | Illinois                | 93 923      | Pac 10 - Big 10   |                |
| 1er janvier 2009   | Trojans de l'USC          | 38-24    | Penn State              | 93 393      | Pac 10 -Big 10    |                |
| 1er janvier 2010   | Ohio State                | 26-17    | Oregon                  | 93 963      | Big 10 - Pac 10   |                |
| 1er janvier 2011   | TCU                       | 21-19    | Wisconsin               | 94 118      | MWC - Big 10      |                |
| 2 janvier 2012     | Oregon                    | 45-38    | Wisconsin               | 91 245      | Pac 12 - Big 10   |                |
| 1er janvier 2013   | Stanford                  | 20-14    | Wisconsin               | 93 359      | Pac 12 - Big 10   |                |
| 1er janvier 2014   | Michigan State            | 24-20    | Stanford                | 95 173      | Big 10 - Pac 12   |                |
| 1er janvier 2015   | #2 Oregon (13-1)          | 59-20    | #3 Florida State (13-1) | 91 322      | Pac 12 - ACC      | Note - 1/2 CFP |
| 1er janvier 2016   | #6 Stanford (11-2)        | 45-16    | #5 Iowa (12-1)          | 94 268      | Pac 12 - Big 10   | Note           |
| 2 janvier 2017     | #9 Trojans de l'USC (9-3) | 52-49    | #5 Penn State (11-2)    | 95 128      | Pac 12 - Big 10   | Note           |
| 1er janvier 2018   | #3 Géorgia (12-1)         | 54-48    | #2 Oklahoma (12-1)      | 92 844      | SEC - Big 10      | Note - 1/2 CFP |
| 1er janvier 2019   | #5 Ohio State (12-1)      | 28-23    | #9 Washington (10-3)    | 91 853      | Big 10 - Pac-12   | Note           |
| 1er janvier 2020   | #6 Oregon (11-2)          | 28-27    | #8 Wisconsin (10-3)     | 90 462      | Pac 12 - Big 10   | Note           |
| 1er janvier 2021   | #1 Alabama (11-0)         | 31-14    | #4 Notre Dame (10-1)    | 18 373      | SEC - Ind.        | Note - 1/2 CFP |
| 1er janvier 2022   | #6 Ohio State (10-2)      | 48-45    | #11 Utah (10-3)         | 87 642      | Big 10 - Pac 12   | Note           |
| 2 janvier 2023     | #11 Penn State (10-2)     | 35-21    | #8 Utah(10-3)           | 94 973      | Big 10 - Pac 12   | Note           |
| 1er janvier 2024   | #11 Michigan (13-0)       | 27-20PR2 | #4 Alabama (12-1)       | 96 371      | Big 10 - SEC      | Note - 1/2 CFP |
| 1er janvier 2025   | #6 Ohio State (11-2)      | 41-21    | #1 Oregon (13-0)        | 90 732      | Big 10 - Big 10   | Note - 1/4 CFP |

1. 1 2 3 4 5 6 7 8 9 10 11 12 13 14 15 16 17 18 19 20 21 22 23 24 25 26 27 28 29 30 31 32 33 34 35 36 37 38 39 40 41 42  PCC = Abréviation de l’ancienne conférence dénommée Pacific Coast Conference (de 1915 à 1959) qui deviendra l'AAWU.
2. 1 2 3 4 5 6 7  SoCon = Abréviation de l’ancienne conférence dénommée Southern Conference. Depuis 1982, les équipes de cette division ne jouent plus en FBS (Football Bowl Subdivision) mais en FCS (Football Championship Subdivision) soit en NCAA Div I-AA.
3. ↑  SWC = Abréviation de l’ancienne conférence dénommée Southwest Conference (a existé jusqu'en 1996).
4. 1 2 3 4 5 6 7 8 9  AAWU = Abréviation de l’ancienne conférence dénommée Athletic Association of Western Universities (de 1959 à 1968) qui deviendra la Pacific-8 Conference.
5. ↑  Le match a été déplacé à Arlington au Texas à la suite de la pandémie de Covid-19 aux États-Unis peu de temps avant la date du match et les organisateurs n'ont pas eu le temps d'obtenir une dispense de l'État si bien que l'assistance y a été limitée en fonction des mesures prises en vue de limiter la propagation du virus lors d'évènements avec public.

^ = Le Rose Bowl de 1942 a été joué à Durham (Caroline du Nord). Après l'attaque de Pearl Harbor pendant la Seconde Guerre mondiale, la côte est des États-Unis fut jugée plus sûre.
La Big 10 Conference (existe depuis 1896) fut aussi dénommée la Western Conference.
La Big 6 Conference (de 1928 à 1948) devient la Big 8 Conference (de 1957 à 1996)- En 1997, la SWC et la Big 8 forment la Big 12 Conference.
Les meilleures équipes de la Big East Conference (de 1979 à 2013) créeront l'ACC pour la saison 2013-14 (tandis que ses moins bonnes équipes conservent la dénomination Big East pour évoluer en NCAA Div I-AA).
La  Pacific-8 Conference (de 1968 à 1978) devient la Pacific-10 (de 1978 à 2011) et ensuite la Pacific 12 Conference (à partir de 2012).
 Ind abréviation des Indépendants.
 MWC abréviation de la Mountain West Conference (1999 jusqu'à présent).

## Statistiques par équipe
M.à.j. le 4 janvier 2025
| Équipes                                       | Apparitions | Gagnés | Perdus | Nuls | Dernière participation |
| --------------------------------------------- | ----------- | ------ | ------ | ---- | ---------------------- |
| USC                                           | 34 (Pac)    | 25     | 9      | 0    | 2017                   |
| Michigan                                      | 21 (B1G)    | 9      | 12     | 0    | 2024                   |
| Ohio State                                    | 17 (B1G)    | 10     | 7      | 0    | 2025                   |
| Washington                                    | 15 (Pac)    | 7      | 7      | 1    | 2019                   |
| Stanford                                      | 14 (Pac)†   | 7      | 6      | 1    | 2016                   |
| UCLA                                          | 12 (Pac)    | 5      | 7      | 0    | 1999                   |
| Wisconsin                                     | 10 (B1G)    | 3      | 7      | 0    | 2020                   |
| Oregon                                        | 8 (Pac)     | 4      | 4      | 0    | 2020                   |
| Oregon                                        | 1 (B1G)     | 0      | 1      | 0    | 2025                   |
| California                                    | 8 (Pac)     | 2      | 5      | 1    | 1959                   |
| Iowa                                          | 6 (B1G)     | 2      | 4      | 0    | 2016                   |
| Michigan State                                | 5 (B1G)     | 4      | 1      | 0    | 2014                   |
| Illinois                                      | 5 (B1G)     | 3      | 2      | 0    | 2008                   |
| Penn State                                    | 4 (B1G)†    | 2      | 2      | 0    | 2023                   |
| Oregon State                                  | 3 (Pac)     | 1      | 2      | 0    | 1965                   |
| Washington State                              | 3 (Pac)†    | 0      | 3      | 0    | 2003                   |
| Arizona State                                 | 2 (Pac)     | 1      | 1      | 0    | 1997                   |
| Minnesota                                     | 2 (B1G)     | 1      | 1      | 0    | 1962                   |
| Northwestern                                  | 2 (B1G)     | 1      | 1      | 0    | 1996                   |
| Purdue                                        | 2 (B1G)     | 1      | 1      | 0    | 2001                   |
| Utah                                          | 2 (Pac)     | 0      | 2      | 0    | 2023                   |
| Indiana                                       | 1 (B1G)     | 0      | 1      | 0    | 1968                   |
| Résultats des Conférences Big Ten et Pac-12 ~ |             |        |        |      |                        |
| B1G                                           | 76          | 35     | 39     | 0    | 2025                   |
| Pac-12                                        | 101         | 52     | 46     | 3    | 2023                   |

| Équipes                  | Apparitions | Gagnés | Perdus | Nuls | Dernière apparition |
| ------------------------ | ----------- | ------ | ------ | ---- | ------------------- |
| Alabama                  | 8           | 5      | 2      | 1    | 2024                |
| Équipes militaires       | 4           | 2      | 2      | 0    | 1919                |
| Pittsburgh               | 4           | 1      | 3      | 0    | 1937                |
| Texas                    | 2           | 2      | 0      | 0    | 2006                |
| Georgia                  | 2           | 2      | 0      | 0    | 2018                |
| Notre Dame               | 2           | 1      | 1      | 0    | 2021                |
| Oklahoma                 | 2           | 1      | 1      | 0    | 2018                |
| Duke                     | 2           | 0      | 2      | 0    | 1942                |
| Nebraska †               | 2           | 0      | 2      | 0    | 2002                |
| Tennessee                | 2           | 0      | 2      | 0    | 1945                |
| Columbia                 | 1           | 1      | 0      | 0    | 1934                |
| Georgia Tech             | 1           | 1      | 0      | 0    | 1929                |
| Harvard                  | 1           | 1      | 0      | 0    | 1920                |
| Miami                    | 1           | 1      | 0      | 0    | 2002                |
| TCU                      | 1           | 1      | 0      | 0    | 2011                |
| Washington State         | 1           | 1      | 0      | 0    | 2016                |
| Navy                     | 1           | 0      | 0      | 1    | 1924                |
| Washington & Jefferson   | 1           | 0      | 0      | 1    | 1922                |
| Stanford                 | 1           | 0      | 1      | 0    | 1902                |
| Brown                    | 1           | 0      | 1      | 0    | 1916                |
| Florida State            | 1           | 0      | 1      | 0    | 2015                |
| Penn State               | 1           | 0      | 1      | 0    | 1917                |
| Southern Methodist       | 1           | 0      | 1      | 0    | 1936                |
| Tulane                   | 1           | 0      | 1      | 0    | 1932                |
| Bilan autres Conférences | 45          | 20     | 22     | 3    | 2024                |

~ = Les statistiques des conférences B1G et Pacific-12 sont basées sur tous les Rose Bowl.
^ = En 1918 et 1919, le Rose Bowl a accueilli des équipes militaires qui n'étaient pas les équipes universitaires actuelles.
† = Nebraska n'était pas membre de la B1G lors de leurs participations au Rose Bowl et par conséquent, ces participations n'apparaissent pas dans les statistiques de la B1G.
† = Équipes  membres de la B1G ou Pac-12 qui ont aussi été membre d'autre(s) conférence(s), ce qui explique qu'elles figurent dans les deux tableaux.

## Meilleurs joueurs du Bowl (MVPs)
M.à.j. le 4 janvier 2025

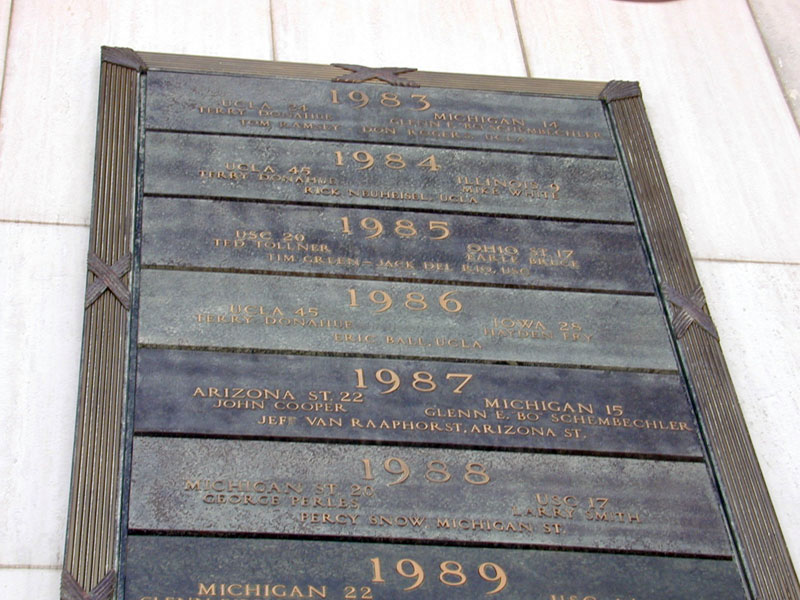
Palmarès du Rose Bowl records au Hall of Champions

Le MVP du Rose Bowl reçoit un trophée en cristal portant le nom de Rose Bowl Player of the Game Award.
Le trophée est créé en 1953. Il sera décerné rétroactivement aux meilleurs joueurs jusqu'au Rose Bowl de 1902 et occasionnellement décerné à deux joueurs. À partir de 2005, deux trophées sont décernés par match, celui du meilleur joueur offensif et celui du meilleur joueur défensif.
Il n'y a que quatre joueurs seulement qui arriveront à remporter ce trophée à deux reprises : 
- Bob Schloredt, Washington (1960, 1961)
- Charles White, USC (1979, 1980)
- Ron Dayne, Wisconsin (1999, 2000)
- Vince Young, Texas (2005, 2006).

| Années | MVPs                    | Équipes                | Postes |
| ------ | ----------------------- | ---------------------- | ------ |
| 1902   | Neil Snow               | Michigan               | FB     |
| 1916   | William Henry Dietz     | Washington State       | FB     |
| 1917   | John Beckett            | Oregon                 | T      |
| 1918   | Hollis Huntington       | Mare Island            | FB     |
| 1919   | George Halas            | Great Lakes            | E      |
| 1920   | Edward Casey            | Harvard                | HB     |
| 1921   | Harold Muller           | California             | E      |
| 1922   | Russell Stein           | Washington & Jefferson | T      |
| 1923   | Leo Calland             | USC                    | G      |
| 1924   | Ira McKee               | Navy                   | QB     |
| 1925   | Elmer Layden            | Notre Dame             | FB     |
| 1925   | Ernie Nevers            | Stanford               | FB     |
| 1926   | Johnny Mack Brown       | Alabama                | HB     |
| 1926   | George "Wildcat" Wilson | Washington             | HB     |
| 1927   | Fred Pickhard           | Alabama                | T      |
| 1928   | Clifford "Biff" Hoffman | Stanford               | FB     |
| 1929   | Benjamin Lom            | California             | HB     |
| 1930   | Russell Saunders        | USC                    | QB     |
| 1931   | John "Monk" Campbell    | Alabama                | QB     |
| 1932   | Erny Pinckert           | USC                    | HB     |
| 1933   | Homer Griffith          | USC                    | QB     |
| 1934   | Cliff Montgomery        | Columbia               | QB     |
| 1935   | Millard "Dixie" Howell  | Alabama                | HB     |
| 1936   | James "Monk" Moscrip    | Stanford               | E      |
| 1936   | Keith Topping           | Stanford               | E      |
| 1937   | Bill Daddio             | Pittsburgh             | E      |
| 1938   | Victor Bottari          | California             | HB     |
| 1939   | Doyle Nave              | USC                    | QB     |
| 1939   | Al Krueger              | USC                    | E      |
| 1940   | Ambrose Schindler       | USC                    | QB     |
| 1941   | Peter Kmetovic          | Stanford               | HB     |
| 1942   | Donald Durdan           | Oregon State           | HB     |
| 1943   | Charley Trippi          | Georgia                | HB     |
| 1944   | Norman Verry            | USC                    | G      |
| 1945   | Jim Hardy               | USC                    | QB     |
| 1946   | Harry Gilmer            | Alabama                | HB     |
| 1947   | Claude "Buddy" Young    | Illinois               | HB     |
| 1947   | Julius Rykovich         | Illinois               | HB     |
| 1948   | Bob Chappuis            | Michigan               | HB     |
| 1949   | Frank Aschenbrenner     | Northwestern           | HB     |
| 1950   | Fred "Curly" Morrison   | Ohio State             | FB     |
| 1951   | Don Dufek, Sr.          | Michigan               | FB     |
| 1952   | William Tate            | Illinois               | HB     |
| 1953   | Rudy Bukich             | USC                    | QB     |
| 1954   | Billy Wells             | Michigan State         | HB     |
| 1955   | Dave Leggett            | Ohio State             | QB     |
| 1956   | Walter Kowalczyk        | Michigan State         | HB     |
| 1957   | Kenneth Ploen           | Iowa                   | QB     |
| 1958   | Jack Crabtree           | Oregon                 | QB     |
| 1959   | Bob Jeter               | Iowa                   | HB     |
| 1960   | Bob Schloredt           | Washington             | QB     |
| 1960   | George Fleming          | Washington             | HB     |
| 1961   | Bob Schloredt           | Washington             | QB     |
| 1962   | Sandy Stephens          | Minnesota              | QB     |
| 1963   | Pete Beathard           | USC                    | QB     |
| 1963   | Ron Vander Kelen        | Wisconsin              | QB     |
| 1964   | Jim Grabowski           | Illinois               | FB     |
| 1965   | Mel Anthony             | Michigan               | FB     |
| 1966   | Bob Stiles              | UCLA                   | DB     |
| 1967   | John Charles            | Purdue                 | DB     |
| 1968   | O.J. Simpson            | USC                    | TB     |
| 1969   | Rex Kern                | Ohio State             | QB     |
| 1970   | Bob Chandler            | USC                    | FL     |
| 1971   | Jim Plunkett            | Stanford               | QB     |
| 1972   | Don Bunce               | Stanford               | QB     |
| 1973   | Sam Cunningham          | USC                    | FB     |
| 1974   | Cornelius Greene        | Ohio State             | QB     |
| 1975   | Pat Haden               | USC                    | QB     |
| 1975   | John McKay, Jr.         | USC                    | SE     |
| 1976   | John Sciarra            | UCLA                   | QB     |
| 1977   | Vince Evans             | USC                    | QB     |
| 1978   | Warren Moon             | Washington             | QB     |
| 1979   | Charles White           | USC                    | TB     |
| 1979   | Rick Leach              | Michigan               | QB     |

| Années | MVPs                    | Équipes        | Postes |
| ------ | ----------------------- | -------------- | ------ |
| 1980   | Charles White           | USC            | TB     |
| 1981   | Butch Woolfolk          | Michigan       | RB     |
| 1982   | Jacque Robinson         | Washington     | RB     |
| 1983   | Don Rogers              | UCLA           | FS     |
| 1983   | Tom Ramsey              | UCLA           | QB     |
| 1984   | Rick Neuheisel          | UCLA           | QB     |
| 1985   | Tim Green               | USC            | QB     |
| 1985   | Jack Del Rio            | USC            | LB     |
| 1986   | Eric Ball               | UCLA           | TB     |
| 1987   | Jeff Van Raaphorst      | Arizona State  | QB     |
| 1988   | Percy Snow              | Michigan State | LB     |
| 1989   | Leroy Hoard             | Michigan       | FB     |
| 1990   | Ricky Ervins            | USC            | TB     |
| 1991   | Mark Brunell            | Washington     | QB     |
| 1992   | Steve Emtman            | Washington     | DT     |
| 1992   | Billy Joe Hobert        | Washington     | QB     |
| 1993   | Tyrone Wheatley         | Michigan       | RB     |
| 1994   | Brent Moss              | Wisconsin      | RB     |
| 1995   | Danny O'Neil            | Oregon         | QB     |
| 1995   | Ki-Jana Carter          | Penn State     | RB     |
| 1996   | Keyshawn Johnson        | USC            | WR     |
| 1997   | Joe Germaine            | Ohio State     | QB     |
| 1998   | Brian Griese            | Michigan       | QB     |
| 1999   | Ron Dayne               | Wisconsin      | RB     |
| 2000   | Ron Dayne               | Wisconsin      | RB     |
| 2001   | Marques Tuiasosopo      | Washington     | QB     |
| 2002   | Ken Dorsey              | Miami          | QB     |
| 2002   | Andre Johnson           | Miami          | WR     |
| 2003   | Nate Hybl               | Oklahoma       | QB     |
| 2004   | Matt Leinart            | USC            | QB     |
| 2005   | Vince Young             | Texas          | QB     |
| 2005   | LaMarr Woodley          | Michigan       | LB     |
| 2006   | Vince Young             | Texas          | QB     |
| 2006   | Michael Huff            | Texas          | S      |
| 2007   | Dwayne Jarrett          | USC            | WR     |
| 2007   | Brian Cushing           | USC            | OLB    |
| 2008   | John David Booty        | USC            | QB     |
| 2008   | Rey Maualuga            | USC            | LB     |
| 2009   | Mark Sanchez            | USC            | QB     |
| 2009   | Kaluka Maiava           | USC            | LB     |
| 2010   | Terrelle Pryor          | Ohio State     | QB     |
| 2010   | Kenny Rowe              | Oregon         | DE     |
| 2011   | Andy Dalton             | TCU            | QB     |
| 2011   | Tank Carder             | TCU            | LB     |
| 2012   | Lavasier Tuinei         | Oregon         | WR     |
| 2012   | Kiko Alonso             | Oregon         | LB     |
| 2013   | Stepfan Taylor          | Stanford       | RB     |
| 2013   | Usua Amanam             | Stanford       | DB     |
| 2014   | Connor Cook             | Michigan State | QB     |
| 2014   | Kyler Elsworth          | Michigan State | LB     |
| 2015   | Marcus Mariota          | Oregon         | QB     |
| 2015   | Tony Washington Sr.     | Oregon         | LB     |
| 2016   | Christian McCaffrey     | Stanford       | RB     |
| 2016   | Aziz Shittu             | Stanford       | DE     |
| 2017   | Sam Darnold             | USC            | QB     |
| 2017   | Stevie Tu'ikolovatu     | USC            | DT     |
| 2018   | Sony Michel             | Georgia        | RB     |
| 2018   | Roquan Smith            | Georgia        | LB     |
| 2019   | Dwayne Haskins          | Ohio State     | QB     |
| 2019   | Brendon White           | Ohio State     | S      |
| 2020   | Justin Herbert          | Oregon         | QB     |
| 2020   | Brady Breeze            | Oregon         | CB     |
| 2021   | DeVonta Smith           | Alabama        | WR     |
| 2021   | Patrick Surtain II      | Alabama        | CB     |
| 2022   | Jaxon Smith-Njigba (en) | Ohio State     | WR     |
| 2022   | Tommy Eichenberg (en)   | Ohio State     | LB     |
| 2022   | Sean Clifford (en)      | Penn State     | QB     |
| 2022   | Ji'Ayir Brown (en)      | Penn State     | S      |
| 2023   | J. J. McCarthy          | Michigan       | QB     |
| 2023   | Mason Graham            | Michigan       | DT     |
| 2025   | Jeremiah Smith (en)     | Ohio State     | WR     |
| 2025   | Cody Simon (en)         | Ohio State     | LB     |

## Hall of Fame du Rose Bowl
Intronisés en fin de saison :
- 1989 – C.W.Bump Elliott, Michigan - W.W. Woody Hayes, Ohio State - Howard Jones, USC - Jim Plunkett, Stanford
- 1990 – Archie Griffin, Ohio State - Bob Reynolds, Stanford - Neil Snow, Michigan - Wallace Wade, Brown, Alabama, et Duke - Charles White, USC
- 1991 – Rex Kern, Ohio State - John McKay, USC - Ernie Nevers, Stanford - Roy Riegels, California - Bob Schloredt, Washington - John Sciarra, UCLA - Russell Stein, Washington & Jefferson - Charley Trippi, Georgia - Ron Vander Kelen, Wisconsin - George Wilson, Washington
- 1992 – Frank Albert, Stanford - Bob Chappuis, Michigan - Sam Cunningham, USC - Bill Daddio, Pittsburgh - Bob Griese, Purdue - Hollis Huntington, Oregon & Mare Island Marines - Shy Huntington, Oregon - Elmer Layden, Notre Dame - Jim Owens, Washington
- 1993 – Frank Aschenbrenner, Northwestern - Dixie Howell, Alabama - Don Hutson, Alabama - Curly Morrison, Ohio State - Brick Muller, California - Julius Rykovich, Illinois - Bo Schembechler, Michigan - O.J. Simpson, USC - Bob Stiles, UCLA - Buddy Young, Illinois
- 1994 – Vic Bottari, California - Jim Hardy, USC - Don James, Washington - Bob Jeter, Iowa - Lay Leishman, Membre organisateur du Rose Bowl - Pat Richter, Wisconsin - Russell Sanders, USC
- 1995 – Gary Beban, UCLA - Dick Butkus, Illinois - Harry Gilmer, Alabama - Pat Haden, USC - Al Krueger, USC - Doyle Nave, USC - Ted Shipkey, Stanford
- 1996 – Eric Ball, UCLA - Pete Beathard, USC - John Ferraro, USC - Stan Hahn, Membre organisateur du Rose Bowl - John Ralston, Stanford - Bill Tate, Illinois
- 1997 – Terry Donahue, UCLA - Jim Grabowski, Illinois - Warren Moon, Washington - Erny Pinckert, USC - Ken Ploen, Iowa - Sandy Stephens, Minnesota
- 1998 – Jack Crabtree, Oregon - Don Durdan, Oregon State - J.K. McKay, USC - Rick Neuheisel, UCLA - Bill Nicholas, Tournament of Roses - Butch Woolfolk, Michigan
- 1999 – Al Hoisch, UCLA - Keith Jackson, ABC Sports - Dave Kaiser, Michigan State
- 2000 – Johnny Mack Brown, Alabama - Marv Goux, USC
- 2001 – Non-décerné
- 2002 – Ambrose Amblin Amby Schindler, USC - Mel Anthony, Michigan
- 2003 – Harriman Cronk, Membre organisateur du Rose Bowl - Danny O'Neil, Oregon - John Robinson, USC
- 2004 – Alan Ameche, Wisconsin - Rudy Bukich, USC - Wayne Duke, Membre Big Ten Conference - Jim Stivers, Membre organisateur du Rose Bowl
- 2005 – Richard N. Frank, Restaurants Lawry (Beef Bowl) - Curt Gowdy, Diffuseur sportif
- 2006 – Steve Emtman, Washington - Rube Samuelsen, Journaliste sportif - Jeff Van Raaphorst, Arizona State
- 2007 – Pete Johnson, Ohio State - Tom Ramsey, UCLA - Dennis Swanson, Direction de télévision
- 2008 – Keyshawn Johnson, USC - Virgil Vir Lubberden, USC (administrateur) - Chuck Ortmann, Michigan
- 2009 – Barry Alvarez, Wisconsin - Tom Hansen, (Pac-10) - John Hicks, Ohio State
- 2010 – Brad Budde, USC - Hayden Fry, Iowa - Leroy Keyes, Purdue
- 2011 – Ron Dayne, Wisconsin - Dick Enberg, NBC - George Fleming, Washington
- 2012 – John Cooper, Arizona State and Ohio State - Brian Griese, Michigan - Ron Yary, USC
- 2013 – Lloyd Carr, Michigan - Orlando Pace, Ohio State - Lynn Swann, USC
- 2014 - Knute Rockne, Notre Dame - Dick Vermeil, UCLA - Ki-Jana Carter, Penn State[36].
- 2015 - Mark Brunell, Washington - Jim Muldoon (Pac-10) - Fritz Pollard, Brown et Tyrone Wheatley, Michigan[37].
- 2016 – Bobby Bell, Minnesota - Ricky Ervins, USC - Tommy Prothro, UCLA et Art Spander, UCLA[38].
- 2017 - Mack Brown, Texas - Cade McNown, UCLA - Charles Woodson, Michigan -  Dr Charles West, Washington & Jefferson
- 2018 - George Halas, Great Lakes Navy - Randall McDaniel, Arizona State - Pop Warner, Stanford - Vince Young, Texas
- 2019 - Eddie Casey, Harvard - Cornelius Greene, Ohio State - Matt Leinart, USC - Jacque Robinson, Université de Washington[39]
- 2020 – Non décerné
- 2021 – Anthony Davis, USC; Jim Delany, Big Ten Conference; Ron Simpkins, Michigan
- 2022 – Hugo Bezdek, Oregon et Penn State; Darryl Dunn, CEO du Rose Bowl Stadium; Vince Evans, USC; Lorenzo White, Michigan State[40]
- 2023 – Cliff Montgomery, Columbia; Kirk Herbstreit, ESPN and Ohio State; Lincoln Kennedy, Washington[41]
- 2024 – Reggie Bush, USC; Mark Dantonio, Michigan State; LaMichael James, Oregon

## Note
1. ↑  En cas de qualification du champion de ces divisions pour le BCS National Championship Game, ce champion est remplacé par une équipe choisie at-large parmi les autres conférences.
2. ↑  Media Guide, Tournament of Roses Association, Décembre 2015
3. ↑  Celebrating the Rose Bowl Game, Tournament of Roses via YouTube, 30 juillet 2013(en)
4. ↑  Bowl Games: College Football's Greatest Tradition, by Robert Ours, 2004, pgs. 3-4
5. ↑  The Michigan Stadium Story(en)
6. ↑  « University of Michigan Official Athletics site »(Archive.org • Wikiwix • Archive.is • Google • Que faire ?) (consulté le 2 août 2017) – Michigan Stadium(en)
7. ↑  Tournament of Roses Parade FAQs. In 2006, attendance was 93,986.(en)
8. ↑  Historic information on the Rose Bowl « Copie archivée » (version du 7 septembre 2009 sur Internet Archive)(en)
9. ↑  The Way We Really Were: The Golden State in the Second Great War. Lotchin, Roger W. 2000. Board of Trustees of the University of Illinois.  (ISBN 0-252-02505-9). page 14.(en)
10. ↑  "ROSE BOWL GAME CALLED OFF", San Antonio Light, 4 décembre 1941, pB-1
11. ↑  Forbidding Crowds. Los Angeles Times, 16 décembre 1941(en)
12. ↑  Zimmerman, Paul - Duke Likely to Play Beavers in Durham. Blue Devils Invite Foes Rose Bowl, Shrine Grid Games Halted as Other Sports Events in Balance. Los Angeles Times, 15 décembre 1941.
13. ↑  « Rose Bowl Timeline »(Archive.org • Wikiwix • Archive.is • Google • Que faire ?), Pasadena Tournament of Roses (consulté le 5 novembre 2007)(en)
14. ↑  Zimmerman, Paul - Scene of Rose Bowl Shifted to Durham, N.C. Los Angeles Times, 16 décembre 1941. Perpetuation of the annual Rose Bowl intersectional football classic was assured yesterday when the Tournament of Roses officials and Oregon State College accepted the hospitality of Duke University.(en)
15. ↑  R.I.P. Time Magazine, 6 décembre 1943(en)
16. ↑  Michael Oriard - King Football: Sport and Spectacle in the Golden Age of Radio & Newsreels, Movies & Magazines, The Weekly & The Daily Press. Published 2004 UNC Press.  (ISBN 0-8078-5545-6) Chapter 3:Who cares about reform?(en)
17. ↑  football, gridiron. (2008). In Encyclopædia Britannica.  Retrieved January 28, 2008, from Encyclopædia Britannica Online: www.britannica.com/eb/article-234274. Football in the United States - The racial transformation of American football. Encyclopædia Britannica(en)
18. ↑  Big Ten Football media guide (2007 Edition) page 5(en)
19. ↑  Rose Bowl History Big Ten Tamed the West from 1948–59. Seattle Post-Intelligencer (Seattle, WA), 30 décembre 1997(en)
20. ↑  RICHARD SANDOMIR - TV SPORTS; A Private Line for the Rose Bowl. New York Times, 1er janvier 1999(en)
21. ↑  Citi out as Rose Bowl sponsor, ESPN.com, 22 juin 2010(en)
22. ↑  « http://sportsillustrated.cnn.com/2010/football/ncaa/10/19/rose-bowl-sponsor.ap/index.html »(Archive.org • Wikiwix • Archive.is • Google • Que faire ?) (consulté le 2 août 2017),'sportsillustrated.com', 19 octobre 2010(en)
23. ↑  Gruver, 2002 pg. 48(en)
24. ↑  (en) « Disney makes 125 million $ BCS bid ». Variety, 12 novembre 2008
25. ↑  Reid Cherner & Tom Weir, "Rose Bowl headed to ESPN" « Copie archivée » (version du 15 juin 2009 sur Internet Archive), USA today, 12 juin 2009(en)
26. ↑  « BCS National Championship and Bowl Games on ESPN Deportes », ESPN (consulté le 24 décembre 2012)(en)
27. ↑  « ESPN REACHES LONG-TERM EXTENSION WITH PASADENA TOURNAMENT OF ROSES, BIG TEN AND PAC-12 »(Archive.org • Wikiwix • Archive.is • Google • Que faire ?), Tournament of Roses Association, 28 juin 2012(en)
28. ↑  Sam Farmer, ESPN agrees to pay 80 million $ a year to broadcast Rose Bowl, Los Angeles Times, 16 juillet 2012(en)
29. ↑  (en-US) Myerberg, Paul, « Northwestern Mutual to sponsor Rose Bowl », USA Today, 13 mai 2014 (consulté le 27 décembre 2017).
30. ↑  (en-US) « Sponsors & Partners », sur TournamentofRoses.com (consulté le 17 juillet 2019).
31. ↑  (en-US) Amanda Brooks, « Capital One Becomes Presenting Sponsor of the 107th Rose Bowl Game », sur espnpressroom.com, 17 décembre 2020 (consulté le 20 décembre 2020).
32. ↑  (en-US) « The 108th Rose Bowl Game on New Year’s Day will be presented by Capital One Venture X », sur rosebowlgame.com, 23 novembre 2021 (consulté le 23 novembre 2021).
33. 1 2  (en)https://www.sports-reference.com/cfb/bowls/rose-bowl.html
34. ↑  « 2008 Rose Bowl Program »(Archive.org • Wikiwix • Archive.is • Google • Que faire ?) (consulté le 2 août 2017), Rose Bowl 2008. Consulté le 26 janvier 2008.
35. ↑  (en) https://tournamentofroses.com/events/rose-bowl-game-history/#hall-of-fame
36. ↑  (en) Knute Rockne, Dick Vermeil and Ki-Jana Carter to be Inducted into the Rose Bowl Hall of Fame, Tournament of Roses Association, 26 août 2014
37. ↑  (en) Mark Brunell, Fritz Pollard, Tyrone Wheatley and Jim Muldoon to be Inducted into the Rose Bowl Hall of Fame presented by Northwestern Mutual
38. ↑  (en) Bobby Bell, Ricky Ervins, Tommy Prothro, and journalist Art Spander to be Inducted into the Rose Bowl Hall of Fame Class of 2016, Tournament of Roses, 24 août 2016
39. ↑  (en)https://tournamentofroses.com/eddie-casey-cornelius-green-matt-leinart-and-jacque-robinson-to-be-inducted-into-the-rose-bowl-hall-of-fame-class-of-2019/
40. ↑  (en-US) « Hugo Bezdek, Darryl Dunn, Vince Evans and Lorenzo White to be Inducted into the Rose Bowl Hall of Fame Class of 2022 », sur Tournament of Roses - Rose Bowl Game (consulté le 3 janvier 2023).
41. ↑  (en-US) Pasadena Tournament of Roses, « Kirk Herbstreit, Lincoln Kennedy and Cliff Montgomery to be Inducted into the Rose Bowl Hall of Fame Class of 2023 », sur Rose Bowl Game (consulté le 24 octobre 2023).